# Fototroof
Een fototroof organisme is in staat om met behulp van licht als energiebron en de opname van anorganische stoffen te leven. Het woord is afgeleid van de Oudgriekse woorden φῶς, phōs = licht + τροφή, trophḗ = voeding.
De lichtenergie wordt bij fototrofe organismen vastgelegd door fotosynthese en hoofdzakelijk gebruikt voor de bouw en het vormen van energierijke reservestoffen. Daarnaast wordt de energie gebruikt voor onder andere de opname van anorganische stoffen door plantenwortels tegen de concentratiegradiënt in, het transport van stoffen, waaronder water en voor de beweging van de plant, waaronder fototropie.
Een chemotroof organisme daarentegen verkrijgt de benodigde energie door omzetting van bepaalde chemische verbindingen. Een mixotroof organisme daarentegen verkrijgt de benodigde energie uit een combinatie van autotrofie en van heterotrofie. Sommige algengroepen met chloroplasten, zoals Prasinophyceae, voeden zich tevens met bacteria.

## Overzicht
| Energiebron     | Licht                   | foto-  |         |         | -troof |
| Energiebron     | Licht & redoxreactie    | mixo-  |         |         | -troof |
| Energiebron     | Redoxreactie            | chemo- |         |         | -troof |
| Elektronendonor | Organische verbinding   |        | organo- |         | -troof |
| Elektronendonor | Anorganische verbinding |        | litho-  |         | -troof |
| Koolstofbron    | Organische verbinding   |        |         | hetero- | -troof |
| Koolstofbron    | Anorganische verbinding |        |         | auto-   | -troof |